# Saarwein

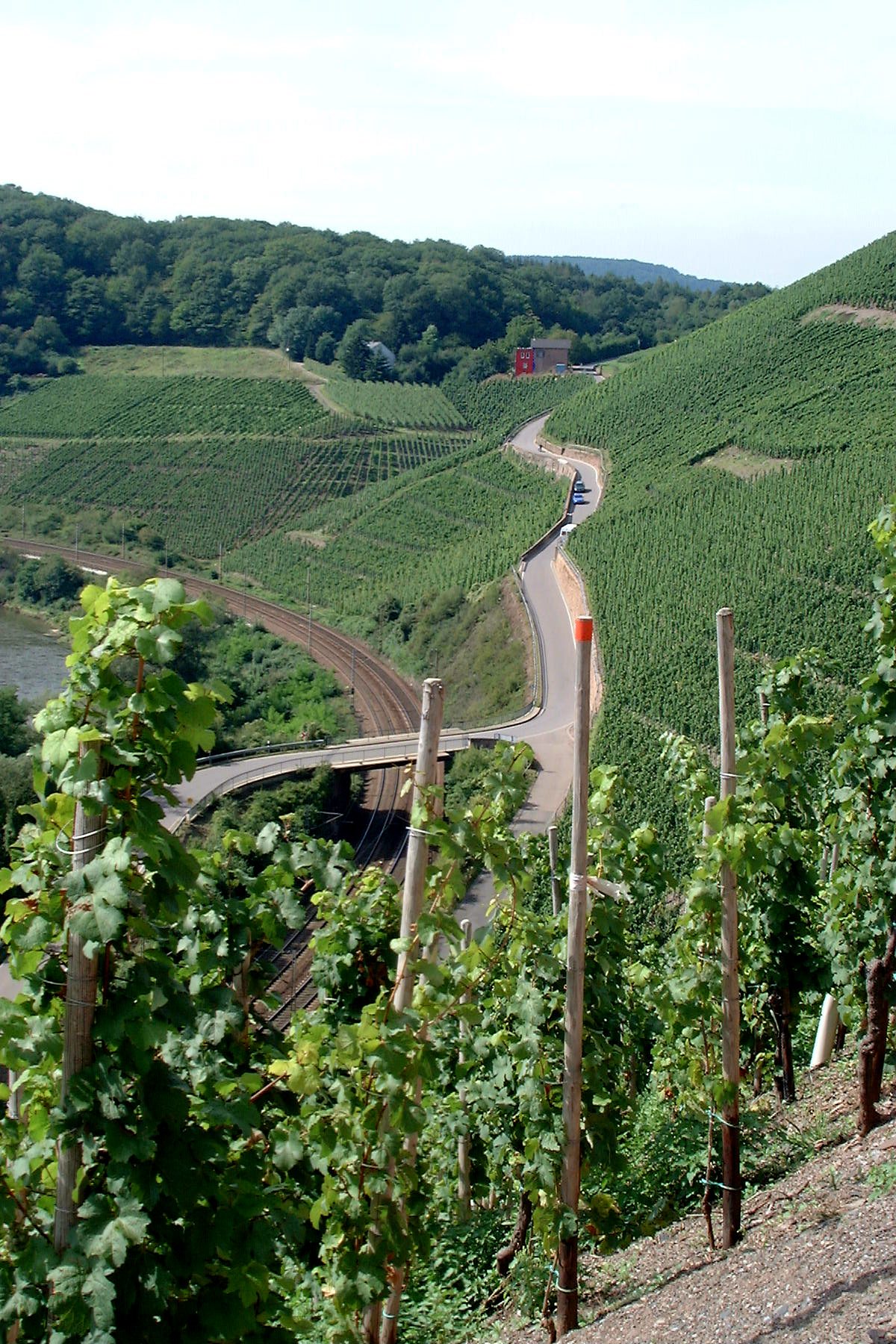
Weinbau-Steillage an der Saar (Wiltinger Gottesfuß mit Blick in die Wiltinger Kupp)

Als Saarwein bezeichnet man in Deutschland den am Unterlauf der Saar erzeugten Qualitätswein, der zum Weinanbaugebiet Mosel in Rheinland-Pfalz gehört. Bis zum Frühjahr 2007 hieß das Weinbaugebiet „Mosel-Saar-Ruwer“, seither nur noch „Mosel“.
Der im einzigen Weinanbaugebiet des Saarlandes erzeugte Wein ist dagegen ein Moselwein; er wächst an der Obermosel auf dem Gebiet der Großgemeinde Perl.
Der Saarwein wird flussabwärts in den Weinbaugemeinden Serrig, Saarburg, Irsch, Ockfen, Ayl, Schoden, Wiltingen, Kanzem und Wawern, ferner im Bereich der an der Mündung der Saar in die Mosel gelegenen Stadt Konz angebaut, zu der die Weinorte Filzen und Könen sowie das zwischen Konz und Wiltingen parallel zur Saar verlaufende Trockental – ein ehemaliger Altarm der Urmosel –, das so genannte Konzer Tälchen, mit den Weinbaugemeinden Niedermennig, Obermennig, Krettnach und Oberemmel gehören.
Der Saarwein, überwiegend sind es Rieslingweine, wird auf insgesamt 800 ha, vielfach auch in Steillagen mit bis zu 55 Grad Neigung, angebaut. Nur etwa die Hälfte der ursprünglichen Anbaufläche wird heute noch bewirtschaftet. Dennoch gehört der hier erzeugte eher blassfarbige Rieslingwein zu den qualitativ bedeutendsten Weißweinen Deutschlands. Verantwortlich hierfür sind die außergewöhnlichen klimatischen- und Bodenverhältnisse im unteren Saartal. Neben den klimatischen Bedingungen verleiht vor allem der blaue Devon-Schiefer, auf dem die Reben wachsen, dem Saarwein seine unverwechselbare Eigenart. Fachleute zählen die hier erzeugten Rieslingweine zu den größten Weißweinen der Welt. Daneben werden u. a. die Rebsorten Blauer Spätburgunder, Dornfelder, Grauer Burgunder, Kerner, Rivaner und Weißer Burgunder angebaut.
Das vergleichsweise kühle Klima verzögert den Reifeprozess, sodass die Rieslingrebe ihren vollen Reifegrad noch bis in den Monat November hinein mit einem relativ hohen Anteil von natürlichen Fruchtsäuren auch ohne Bildung eines hohen Zuckeranteils erreichen kann. Die Riesling-Saarweine sind daher besonders lange lagerfähig und besitzen nur selten einen Alkoholgehalt von mehr als 12 Vol.-%.
An der Saar wird schon seit 2000 Jahren Wein angebaut. Etwa bis 1800 befanden sich hier die meisten guten Weinlagen im kirchlichen Besitz. Im Zuge der Säkularisation Anfang des 19. Jahrhunderts sind viele Besitzungen in private Hände übergegangen. Aber auch heute noch bewirtschaften kirchliche Weingüter, etwa die Bischöflichen Weingüter Trier der nahe gelegenen Stadt Trier, einige der bekanntesten Weinlagen an der Saar.

## Großlage Scharzberg
Zur Großlage Scharzberg im Weinbaubereich Saar gehören die Einzellagen in den jeweiligen Gemeinden/Ortsteilen:
- Ayl: Herrenberger, Kupp, Scheidterberg
- Biebelhausen: Kupp, Scheidterberg
- Filzen: Herrenberg, Pulchen, Steinberger, Unterberg, Urbelt, Altenberg
- Irsch: Sonnenberg
- Kanzem: Hörecker, Sonnenberg, Altenberg, Ritterpfad
- Kastel-Staadt: Maximiner Prälat
- Kommlingen: Auf der Wiltinger Kupp
- Könen: Fels
- Konz: Auf der Wiltinger Kupp, Euchariusberg, Hofberg, Karthäuser Klosterberg
- Krettnach: Altenberg, Euchariusberg
- Niedermennig: Euchariusberg, Herrenberg, Sonnenberg
- Oberemmel: Agritiusberg, Altenberg, Hütte, Karlsberg, Raul, Rosenberg
- Ockfen: Bockstein
- Pellingen: Herrgottsrock
- Saarburg: Schloßberg, Fuchs, Klosterberg, Kupp, Rausch, Laurentiusberg, Stirn
- Schoden: Geisberg, Herrenberg, Saarfeilser Marienberg
- Serrig: Antoniusberg, Heiligenborn, Herrenberg, König-Johann-Berg, Kupp, Schloss Saarsteiner, Schloss Saarfelser Schlossberg, Vogelsang, Würtzberg
- Wawern: Goldberg, Herrenberger, Jesuitenberg, Ritterpfad
- Wiltingen: Braune Kupp, Braunfels, Gottesfuß, Hölle, Klosterberg, Kupp, Rosenberg, Schlangengraben, Schloßberg

Daneben gibt es noch ein einzellagenfreies Gebiet in Wiltingen.